# Chycina

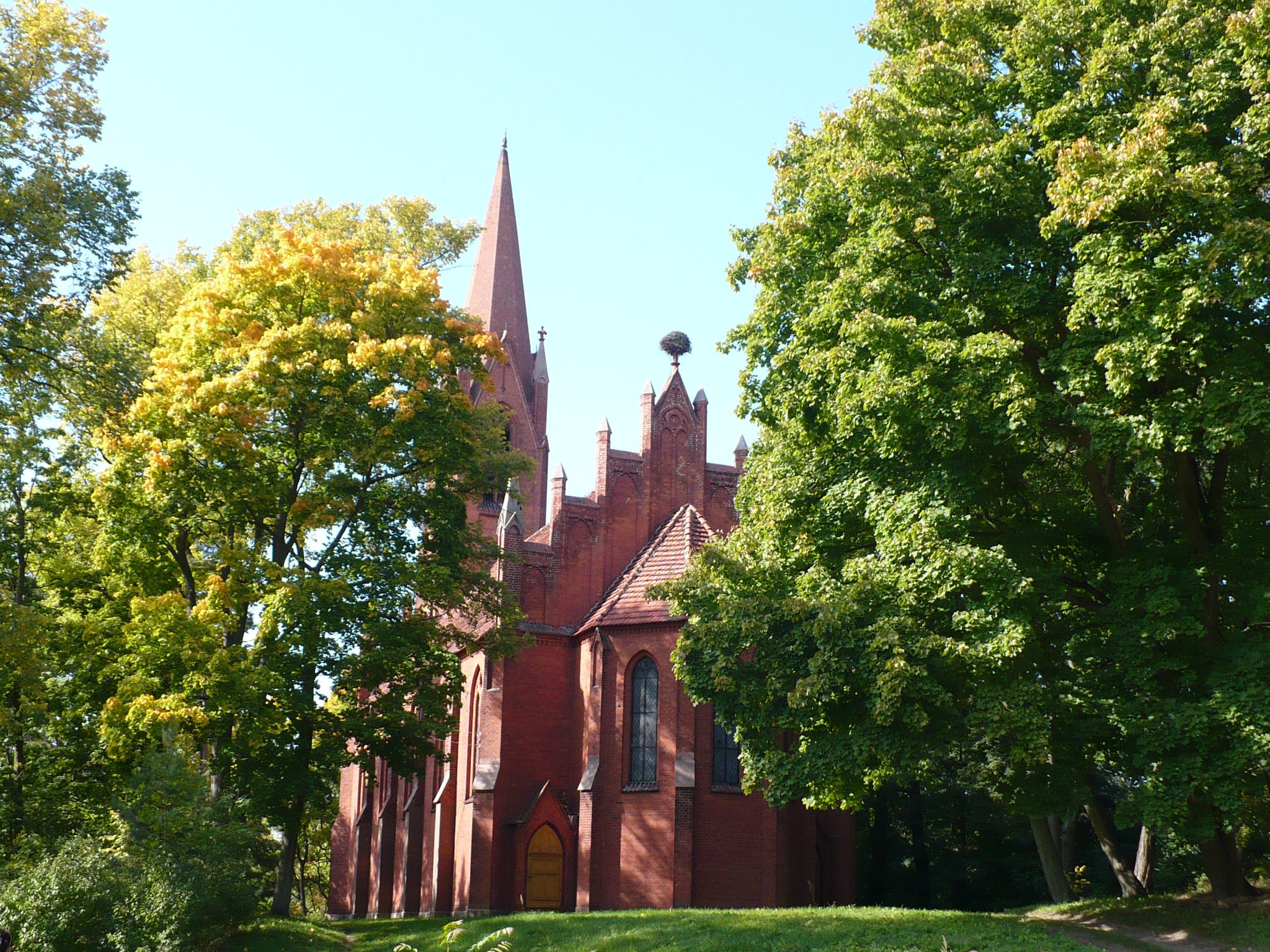
Kerk in Chycinie

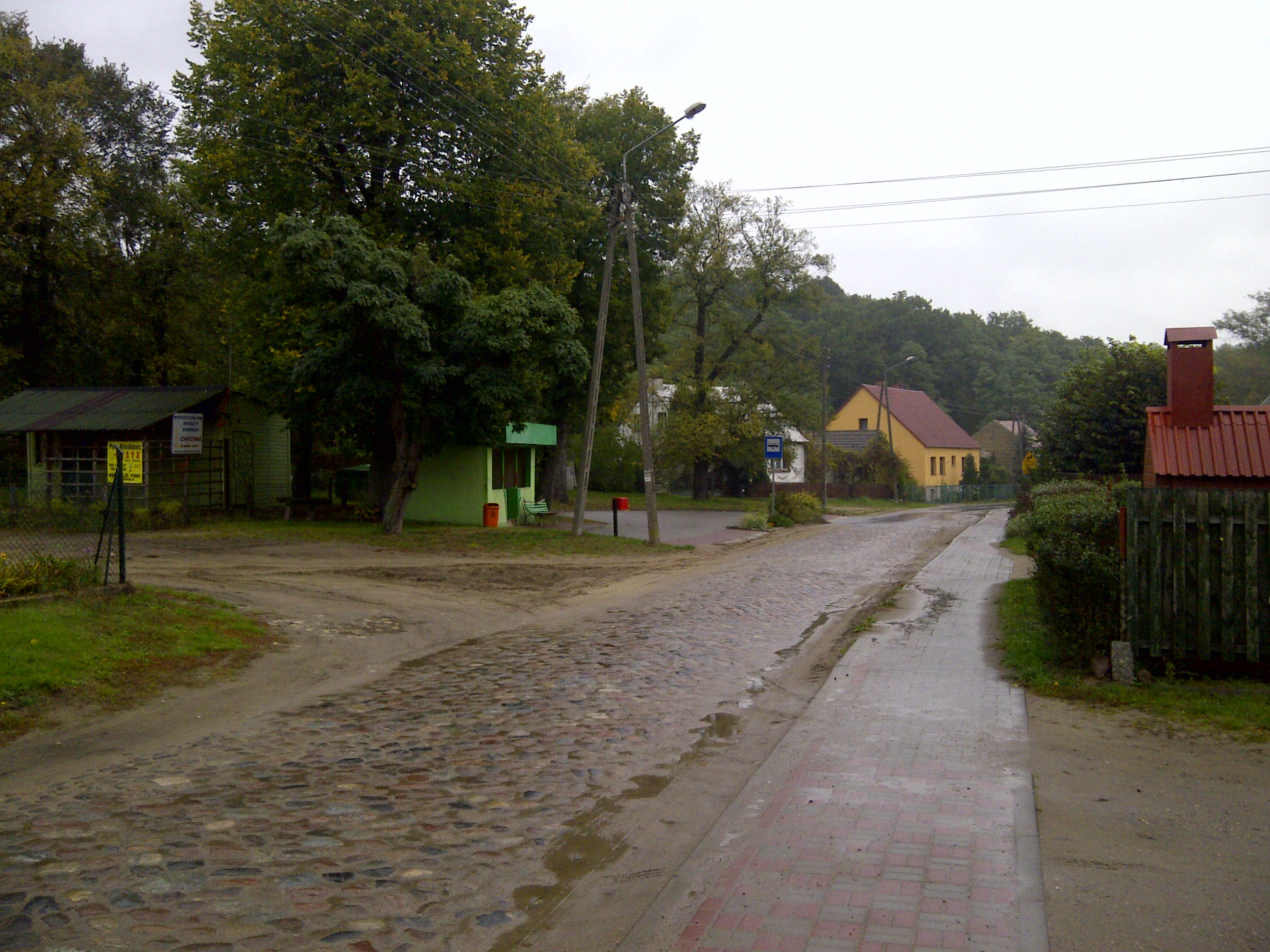
Het centrum

Chycina (Duits: 'Weißensee (Meseritz)') is een dorp in het westen van Polen. Het dorp ligt ca 5 km ten zuiden van Bledzew en 12 km ten westen van Międzyrzecz. In 2011 telde het dorp 128 inwoners.

## Sport en recreatie
Door deze plaats loopt de Europese wandelroute E11. De E11 loopt van Den Haag naar het oosten, op dit moment de grens Polen/Litouwen. De route komt vanuit het noorden, richting Bledzew, en vervolgt naar het oosten richting Kursko.